# Lasciati portare via/Caffè amaro
Lasciati portare via / Caffè amaro è il ottavo ed ultimo singolo su 7" de I Kings pubblicato nel 1966 dalla Durium. Il lato A del dico contiene la versione in lingua italiana del brano di musica folk I Just Let It Take Me di Bob Lint.

## Tracce
Lato A
1. Lasciati portare via (Bob Lind, Pierpaolo Adda)

Lato B
1. Caffè amaro (Pierpaolo Adda)